# 1788
- Wikisource

| Calendário gregoriano                                                        | 1788 MDCCLXXXVIII                   |
| Ab urbe condita                                                              | 2541                                |
| Calendário arménio                                                           | 1237 – 1238                         |
| Calendário bahá'í                                                            | -56 – -55                           |
| Calendário budista                                                           | 2332                                |
| Calendário chinês                                                            | 4484 – 4485 Início a 7 de fevereiro |
| Calendário copta                                                             | 1504 – 1505                         |
| Calendário etíope                                                            | 1780 – 1781                         |
| Calendários hindus - Vikram Samvat - Calendário nacional indiano - Cáli Iuga | 1843 – 1844 1709 – 1710 4888 – 4889 |
| Calendário Holoceno                                                          | 11788                               |
| Calendário islâmico                                                          | 1202 – 1203                         |
| Calendário judaico                                                           | 5548 – 5549                         |
| Calendário persa                                                             | 1166 – 1167                         |
| Calendário rúnico                                                            | 2038                                |
| Calendário solar tailandês                                                   | 2331                                |

1788 (MDCCLXXXVIII, na numeração romana) foi um ano bissexto do século XVIII do actual Calendário Gregoriano, da Era de Cristo, e as suas letras dominicais foram  F e E (52 semanas), teve início a uma terça-feira e terminou a uma quarta-feira.
| Ano completo                          |
| ------------------------------------- |
| Ano bissexto com início à terça-feira |

## Eventos

### Janeiro
- 1 de janeiro - Publicada a primeira edição do jornal The Times de Londres, anteriormente The Daily Universal Register.
- 2 de janeiro - A Geórgia torna-se o quarto estado norte-americano, após ter ratificado a Constituição americana.
- 9 de janeiro - Connecticut torna-se o quinto estado norte-americano, após ter ratificado a Constituição americana.

### Fevereiro
- 6 de fevereiro - Massachusetts torna-se o sexto estado norte-americano, após ter ratificado a Constituição americana.

### Abril
- 28 de abril - Maryland torna-se o sétimo estado norte-americano, após ter ratificado a Constituição americana.

### Maio
- 23 de maio - Carolina do Sul torna-se o oitavo estado norte-americano, após ter ratificado a Constituição americana.

### Junho
- 21 de junho - New Hampshire torna-se o nono estado norte-americano, após ter ratificado a Constituição americana.
- 25 de junho - Virgínia torna-se o décimo estado norte-americano, após ter ratificado a Constituição americana.

### Julho
- 26 de julho - Nova Iorque torna-se o décimo-primeiro estado norte-americano, após ter ratificado a Constituição americana.

### Dezembro
- 26 de dezembro - Inconfidência Mineira: reunião conspiratória na casa do tenente-coronel Francisco de Paula Freire de Andrade.

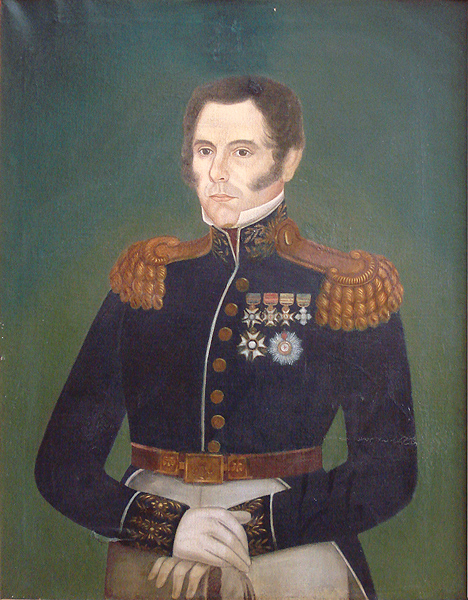
Retrato de Bento Gonçalves da Silva. Pintura a óleo por Guilherme Litran. Museu Júlio de Castilhos, Porto Alegre, Brasil.

## Nascimentos
- 11 de janeiro - William Thomas Brande, químico britânico (m. 1866).
- 12 de janeiro - José da Gama Carneiro e Sousa, conde de Lumiares, político português (m. 1849)
- 22 de janeiro - George Gordon, Lord Byron, poeta inglês (m. 1824).
- 5 de fevereiro - Robert Peel, político britânico (m. 1850)
- 12 de fevereiro - Carl Reichenbach, industrial, metalurgista, químico, naturalista e filósofo alemão (m. 1869).
- 22 de fevereiro - Arthur Schopenhauer, filósofo alemão (m. 1860).
- 30 de março - Rodrigo Pinto Pizarro de Almeida Carvalhais, barão de Sabrosa, político português (m. 1841)
- 2 de abril — Francisco de Paula Ferreira da Costa, escritor memorialista português (m. 1859)
- 28 de abril - Charles Robert Cockerell, arquiteto, arqueólogo e escritor inglês (m. 1863).
- 1 de julho - Jean-Victor Poncelet, matemático francês (m. 1867).
- 21 de julho - Guilhermina de Hesse e Reno, princesa de Baden (m. 1836)
  - 21 de julho - Augusta da Baviera, princesa da Baviera e duquesa de Leuchtenberg (m. 1851)
- 23 de setembro - Bento Gonçalves, em Triunfo, Rio Grande do Sul. Herói da Guerra dos Farrapos. Primeiro Presidente da República Rio-Grandense.

## Mortes
- 11 de setembro - José, Duque de Bragança, príncipe herdeiro de Portugal.
- 14 de dezembro - Rei Carlos III de Espanha.

## Por tema
- 1788 na ciência
- 1788 na literatura
- 1788 na música